# Ulrich Schoenborn
Ulrich Schoenborn (* 26. April 1942 in Dinslaken) ist ein deutscher evangelischer Theologe und Neutestamentler.

## Wirken
Schoenborn promovierte in evangelischer Theologie. Er war Dozent für Neues Testament an der Theologischen Hochschule in São Leopoldo (1976–1980) und am ISEDET (Evangelische Hochschule für Theologische Studien) in Buenos Aires (1987–1990). 1988 habilitierte er sich in Marburg mit einer Untersuchung über die Offenbarung des Petrus aus Nag Hammadi. 1995 nahm er eine Gastprofessur in São Leopoldo und São Paulo wahr. 1996–2000 war er Gastprofessor in Klaipėda, Litauen.
Er war außerplanmäßiger Professor für Neues Testament am Marburger Fachbereich für Evangelische Theologie und (ab 1997) Dozent für Neues Testament am Missionsseminar Hermannsburg. Seine Forschungsgebiete sind sozialgeschichtliche und befreiungstheologische Bibelhermeneutik sowie lateinamerikanische Spiritualität. Zuletzt hat Schoenborn am Sozialgeschichtlichen Wörterbuch zur Bibel mitgearbeitet.
Daneben hat Ulrich Schoenborn eine Reihe von Arbeiten zur hessischen und baltischen Kirchengeschichte publiziert. Er lebt in Marburg.

## Schriften (Auswahl)
Exegetische und theologische Publikationen
- mit Stephan Pfürtner (Hrsg.): Der bezwingende Vorsprung des Guten. Exegetische und theologische Werkstattberichte. Lit-Verlag, Münster 1994, ISBN 3-8258-2060-2 (Festschrift für Wolfgang Harnisch).
- Diverbium salutis. Studien zur Interdependenz von literarischer Struktur und theologischer Intention des gnostischen Dialogs, ausgeführt an der koptischen „Apokalypse des Petrus“ aus Nag Hammadi. Vandenhoeck & Ruprecht, Göttingen 1995 (Studien zur Umwelt des Neuen Testaments, Band 19).
- Dialog und Offenbarung. Zur Strategie literarischer Vergewisserung in Krisenzeiten. Lit-Verlag, Münster 1996.
- Wolfgang Harnisch: Die Zumutung der Liebe. Gesammelte Aufsätze. Herausgegeben von Ulrich Schoenborn. Vandenhoeck & Ruprecht, Göttingen 1999 (Forschungen zur Religion und Literatur des Alten und Neuen Testaments, 187. Heft).

Kirchengeschichtliche Publikationen
- Evangelisch-lutherische Kirche in Brasilien. Nachfolge Jesu. Herausgegeben von Ulrich Schoenborn. BKV, Osnabrück 1989.
- Horizonterweiterung. Litauische Stipendiaten in Marburg 1682–1822. In: Annaberger Annalen 13 (2005), S. 253–262 (online; PDF; 181 kB).
- „...ich sehe die Fussstapffen der Providentz Gottes.“ Zum Wirken des hessischen Theologen Conrad Mel (1666–1733) in Mitau, Memel und Königsberg. Lit-Verlag, Münster 2006.
- Das Überflüssigste ist das Allernotwendigste. Richard Pfeiffer und die Fresken in der Kirche von Heydekrug. In: Annaberger Annalen 15 (2007), S. 177–246 (online; PDF; 4,6 MB).
- Selbstermächtigung oder Einfühlung – Edith Steins frühe Philosophie und der historische Kontext (AD FONTES Studien zur frühen Phänomenologie Band 18). Verlag Traugott Bautz, Nordhausen 2025, ISBN 978-3-689-11037-6.

Zur Theologie der Befreiung
- Con irreverencia y gratitud. El Padrenuestro en América Latina. Buenos Aires 1990.
- Das Volk und seine Heiligen in Lateinamerika. In: Una Sancta 3 (1994), S. 211–223.
- Widerruf oder Affirmation? Die Ausgeschlossenen als neuer Fokus in der Theologie der Befreiung. In: epd-Dokumentation Nr. 1/1997, S. 59–68.
- Vom Pathos des Großen zum Ethos des Kleinen. Die Ausgeschlossenen als neuer Fokus in der Theologie der Befreiung. In: Evangelisches Missionswerk (Hrsg.): Weltmission heute Nr. 38 – Brasilien. Hamburg 2000, S. 178–183 (online).
- mit Erhard S. Gerstenberger (Hrsg.): Hermeneutik – sozialgeschichtlich. Kontextualität in den Bibelwissenschaften aus der Sicht (latein)amerikanischer und europäischer Exegetinnen und Exegeten. Lit-Verlag, Münster 1999, ISBN 3-8258-3139-6 (Exegese in unserer Zeit, Band 1).
- Vaterunser der Armen. Die Rezeption des Vaterunsers in Lateinamerika. In: imprimatur, Oktober 2000 (online).
- Não é somente coisa do passado. In: Estudos Teológicos Vol. 40 (2000), Nr. 1 (online).
- Dem Glauben auf der Spur. Hermeneutische Streifzüge zwischen Río de la Plata und Nemunas. Lit-Verlag, Münster 2003, ISBN 3-8258-6560-6 (Exegese in unserer Zeit, Band 12).